# Korbulić
Korbliq en albanais et Korbulić en serbe latin (en serbe cyrillique : Корбулић) est une localité du Kosovo située dans la commune/municipalité de Kaçanik/Kačanik, district de Ferizaj/Uroševac (Kosovo) ou district de Kosovo (Serbie). Selon le recensement kosovar de 2011, elle compte 124 habitants, tous albanais.

## Histoire
La mosquée du village, construite au XIXe siècle, est proposée pour une inscription sur la liste des monuments culturels du Kosovo.

## Démographie

### Évolution historique de la population dans la localité
| 1948 | 1953 | 1961 | 1971 | 1981 | 1991 | 2011 |
| ---- | ---- | ---- | ---- | ---- | ---- | ---- |
| 483  | 560  | 523  | 405  | 340  | 378  | 124  |

|  |